# Billedfabrikken
Billedfabrikken var et medie- og kulturhus, der blev grundlagt den 21. oktober 1986 i Vindegade, Odense.
Kulturhuset blev startet i et samarbejde med et oplysningsforbund og en række aktive mediefolk.

## Historie

### Billedfabrikken i Vindegade
Billedfabrikken blev grundlagt den 21. oktober 1986 i nogle lokaler i Vindegade, Odense. På det tidspunkt var der store selskaber der producerede mediestrømmen og dermed var det også dem der bestemte indholdet og formen. Meningen var at det skulle være muligt at gå ind direkte fra gaden og lave en medieproduktion. Det blev stedets store styrke at de kreative ideer fik frit spil og at stedet havde en stor rummelighed. Den åbenhed og tillid fik i få tilfælde uheldige konsekvenser. Langt største parten af dem der fik adgang til at producere, fik lavet produktioner der faldt indenfor stedets koncept. Meningen med stedet var også at man skulle kunne mødes omkring den fælles interesse for medier uanset om man var professionel, semiprofessionel, nybegynder eller amatør. Derfor var konceptet indbygget en café, som mødested. Caféen fik navnet Colorbar. De oprindelige midler slap op i 1987. Projektet fik økonomisk støtte fra Odense Kommune, Amtet og en del andre, dermed var det finansielle grundlagt til at projektet kunne udfolde sig.

### Billedfabrikken i Enggade
Interessen for stedet var stor, og en kerne af folk der brændte for ideen oprettede værksteder, der beskæftigede sig med video, TV produktion, tegnefilm og avis. Stedet husede desuden teaterforestillinger, filmklub og videofestivaler. I marts 1989 flyttede Billedfabrikken til større lokaler i Enggade. På samme tidspunkt blev udstyret forbedret og stedet udvides med et nyt tiltag, så der var flere muligheder for at producere indenfor forskellige medier. TV afdelingen får eget studie og der laves en kombineret TV-optagelses og koncertsal. Videoværkstedet får desuden eget værksted, radioen får egne lokaler og caféen Colorbar begynder at samarbejde om en række arrangementer, som performancekunst og restaurant i ét.
Lokalerne giver mulighed for at lave arrangementer der involvere flere af værkstederne på én gang; koncerter der optages på video til musikvideoer, som sendes direkte til TV-produktionen, hvor Colorbar står for serveringen. I nogle af disse projekter er det bands som Trash Taxi, Skys Above og The Live Museum. Der skabes en direkte udsendelse, der sendes en gang om ugen, "Billedfabrik TV". Hvor scenografien sættes op i salen og taget ned bagefter, så der kan være andre arrangementer i salen. Der produceres på et tidspunkt et banebrydende program "Rock Zonen", der er markant anderledes i sit udtryk og indeholder en række musikvideoer, samt præsentation af musik og koncerter. Herunder koncerter med Picnic og en tidlig udgave af "The Live Museum".
Eksempler på videoer produceret i forbindelse med videoværkstedet, kan findes på Youtube:
Skys Above "In the closet". Trash Taxi "Rythm", samt Tune Kruses "ung kunstner boheme i begyndelsen af 80´erne"
Billedfabrikken har desuden afholdt en række kurser i TV og video produktion. Der har været en række tidligere projekter som; Ældre TV og Ungdomsfjerner. Billedfabrikken er også deltagende i en række andre projekter som Next Stop Sovjet, Lyrik & Billed Festivalen, Blandede Bolcher og Badstuen.